# Coupe d'Afrique des vainqueurs de coupe de football 1987
Navigation
Édition précédente Édition suivante
La Coupe d'Afrique des vainqueurs de coupe de football 1987 est la treizième édition de la Coupe d'Afrique des vainqueurs de coupe. 
Cette compétition qui oppose les vainqueurs des Coupes nationales voit le sacre du club de Gor Mahia du Kenya, dans une finale qui se joue en deux matchs face aux Tunisiens de l'ES Tunis. Il s'agit du tout premier titre pour Gor Mahia dans cette compétition, dont il avait déjà atteint la finale en 1979 et du seul trophée africain pour le Kenya à ce jour.
Le triple tenant du trophée, Al Ahly SC, ne peut défendre son titre cette année car il est engagé en Coupe des clubs champions après avoir remporté le championnat égyptien.

## Tour préliminaire
| Équipe 1                       | Résultat      | Équipe 2                    | Aller | Retour |
| ------------------------------ | ------------- | --------------------------- | ----- | ------ |
| Royal Lesotho Defence Force FC | 2 - 2 5-3 tab | Mbabane Swallows            | 1 - 1 | 1 - 1  |
| Stade malien                   | -             | Real Republicans FC forfait | -     | -      |
| disqualifié Libya FC           | -             | Sporting Clube de Bafatá    | -     | -      |

## Premier tour
| Équipe 1                       | Résultat      | Équipe 2                         | Aller | Retour |
| ------------------------------ | ------------- | -------------------------------- | ----- | ------ |
| Abiola Babes                   | -             | CD Elá Nguema forfait            | -     | -      |
| Al Merreikh Omdurman           | 3 - 0         | Blue Bats FC                     | 2 - 0 | 1 - 0  |
| Olympique Kakandé              | 1 - 7         | AS Dragons FC de l'Ouémé         | 0 - 3 | 1 - 4  |
| AS Douanes                     | 3 - 4         | ASEC Abidjan                     | 2 - 0 | 1 - 4  |
| Estrela Vermelha de Maputo     | 0 - 4         | Nchanga Rovers FC                | 0 - 1 | 0 - 3  |
| ASC Garde Nationale            | 1 - 7         | ES Tunis                         | 1 - 3 | 0 - 4  |
| Highlanders FC                 | 1 - 1 2-5 tab | Miembeni SC                      | 1 - 0 | 0 - 1  |
| Inter Luanda                   | 1 - 3         | Vital’O FC                       | 1 - 1 | 0 - 2  |
| LPRC Oilers                    | 1 - 1e        | Entente II Lomé                  | 1 - 1 | 0 - 0  |
| Marine Club FC                 | 0 - 5         | Gor Mahia                        | 0 - 2 | 0 - 3  |
| Mukura Victory Sports FC       | 1 - 6         | Tersana SC                       | 1 - 1 | 0 - 5  |
| Okwahu United                  | 3 - 1         | AS Kalamu                        | 2 - 0 | 1 - 1  |
| Royal Lesotho Defence Force FC | 3 - 4         | Fortior Mahajanga                | 3 - 2 | 0 - 2  |
| Rail Douala                    | 1 - 2         | USM Libreville                   | 1 - 0 | 0 - 2  |
| Stade malien                   | 0 - 5         | FAR Rabat                        | 0 - 1 | 0 - 4  |
| ES Collo                       | -             | Sporting Clube de Bafatá forfait | -     | -      |

## Huitièmes de finale
| Équipe 1                 | Résultat      | Équipe 2          | Aller | Retour |
| ------------------------ | ------------- | ----------------- | ----- | ------ |
| Al Merreikh Omdurman     | 1 - 1e        | Gor Mahia         | 1 - 1 | 0 - 0  |
| Abiola Babes             | 2 - 2 4-2 tab | ASEC Abidjan      | 2 - 0 | 0 - 2  |
| Tersana SC               | 0 - 2         | ES Tunis          | 0 - 0 | 0 - 2  |
| AS Dragons FC de l'Ouémé | 1 - 1 4-2 tab | USM Libreville    | 1 - 0 | 0 - 1  |
| Entente II Lomé          | 2 - 0         | Okwahu United     | 2 - 0 | 0 - 0  |
| Fortior Mahajanga        | 3 - 4         | Nchanga Rovers FC | 2 - 2 | 1 - 2  |
| Miembeni SC              | 1 - 4         | Vital’O FC        | 0 - 1 | 1 - 3  |
| WKF Collo                | 4 - 7         | FAR Rabat         | 3 - 2 | 1 - 5  |

## Quarts de finale
| Équipe 1                 | Résultat | Équipe 2        | Aller | Retour |
| ------------------------ | -------- | --------------- | ----- | ------ |
| FAR Rabat                | 2 - 3    | ES Tunis        | 1 - 0 | 1 - 3  |
| AS Dragons FC de l'Ouémé | 2 - 1    | Vital’O FC      | 2 - 0 | 0 - 1  |
| Nchanga Rovers FC        | 2 - 3    | Abiola Babes    | 1 - 1 | 1 - 2  |
| Gor Mahia                | 4 - 1    | Entente II Lomé | 4 - 1 | 0 - 0  |

## Demi-finales
| Équipe 1                 | Résultat | Équipe 2  | Aller | Retour |
| ------------------------ | -------- | --------- | ----- | ------ |
| Abiola Babes             | 1 - 2    | ES Tunis  | 1 - 0 | 0 - 2  |
| AS Dragons FC de l'Ouémé | 2 - 3    | Gor Mahia | 0 - 0 | 2 - 3  |

## Finale
| Équipe 1 | Résultat | Équipe 2     | Aller | Retour |
| -------- | -------- | ------------ | ----- | ------ |
| ES Tunis | 3 - 3e   | Gor Mahia FC | 2 - 2 | 1 - 1  |

## Vainqueur
| Coupe d'Afrique des vainqueurs de coupe Vainqueur 1987 |
| ------------------------------------------------------ |
| Gor Mahia FC Premier titre                             |